# Bernard II de Melgueil
Pour les articles homonymes, voir Bernard II.
Bernard II de Melgueil est un comte de Melgueil. Peu d'informations le concernant sont parvenues jusqu'à nous ; il mourut entre 985 et 988. Comme la plupart de ses successeurs, il portait indifféremment le titre de comte de Melgueil ou de Substantion.

## Biographie
- Il donna, le 26 novembre 985 à Guilhem Ier de Montpellier, la villa de Candillargues et le manse de Montpellier[HL Tome III 1].

## Famille
Bernard II était le fils et le successeur de Bérenger, Comte de Melgueil, et de son épouse Gavisle.
Il épousa Sénégonde dont il eut :
- un fils dont le nom est inconnu qui fut le père de Bernard III, de son frère Pierre, et de plusieurs filles ;
- Pierre de Melgueil, auquel il attribua, vers 978, à la mort de l'évêque Ruicin II, l'évêché de Maguelone (Hérault).
- Adélaïde de Melgueil (ou Azalaïs de Melgueil), épouse de Roger Ier de Carcassonne (957 – 1012).

## Source
- Dom Claude Devic et Dom Joseph Vaissète (dir.), Histoire générale de Languedoc : Volume III, Toulouse, édition Privat, 1872 (1re éd. 1745)